# فینال لیگ قهرمانان اقیانوسیه ۲۰۲۵
فینال لیگ قهرمانان اقیانوسیه ۲۰۲۵ بازی نهایی لیگ قهرمانان اقیانوسیه ۲۰۲۵ بود، بیست و چهارمین دوره مسابقات قهرمانی باشگاه‌های اقیانوسیه، مسابقات فوتبال باشگاهی برتر در اقیانوسیه بود که توسط کنفدراسیون فوتبال اقیانوسیه (اواف‌سی) سازماندهی شد و نوزدهمین فصل با نام فعلی لیگ قهرمانان اقیانوسیه بود.
فینال به صورت تک‌مسابقه بین تیم‌های اوکلند سیتی از نیوزیلند و هیکاری یونایتد از پاپوآ گینه نو برگزار شد. این مسابقه در ورزشگاه ملی جزایر سلیمان در هونیارا در ۱۲ آوریل ۲۰۲۵ برگزار شد.

## مسابقه
| اوکلند سیتی             | ۲–۰   | هیکاری یونایتد |
| ----------------------- | ----- | -------------- |
| مایر بیوان ۳۹'، ۸۳' (پ) | گزارش |                |

| اوکلند سیتی | هیکاری یونایتد |